# Christiane Nord
Christiane Nord, född 13 september 1943 i Eberswalde som Christiane Prahst, är en tysk översättningsforskare. Hon undervisade vid olika universitet och högskolor, däribland Heidelbergs universitetet, Wiens universitet och Hochschule Magdeburg-Stendal. Hennes forskning och undervisning fokuserar på översättningsvetenskap och översättningsdidaktik.

## Biografi
Nord slutförde sin gymnasieutbildning i Delmenhorst år 1963. 1967 utbildade hon sig till behörig översättare från spanska och engelska vid Institut für Übersetzen und Dolmetschen, institutet för översättning och tolkning, vid Heidelbergs universitet. År 1983 avlade Nord sin doktorsexamen i spanska och översättningsvetenskap vid Neuphilologischen Fakultät, nyfilologiska fakultetet, vid Heidelbergs universitet. Hennes avhandling handlar om den senaste utvecklingen i spanskt vokabulär. Nord habiliterade 1992 i tillämpad översättningsvetenskap och översättningsdidaktik vid Geisteswissenschaftlichen Fakultät, humanistiska fakulteten, vid Wiens universitet med en avhandling om titel- och rubriköversättning.
Fram till hans död i juni 2020 var Nord var gift med teologen Klaus Berger. De har två barn. Tillsammans översatte Nord och Berger delar av bibeln.

## Karriär
Mellan 1967 och 1996 arbetade Nord som lektor i spanska vid Instituts für Übersetzen und Dolmetschen, institutet för översättning och tolkning, vid Heidelbergs universitet. Från 1991 till 1992 var hon gästprofessor i allmän översättningsvetenskap och spansk översättningsvetenskap vid Institut für Übersetzer- und Dolmetscherausbildung, institutet för översättar- och tolkutbildning, vid Wiens universitet. Under gästprofessuren var hon tjänstledig från Heidelbergs universitet. Ytterligare en tjänstledighet ägde rum från 1994 till 1996 som en del av ett lärarutbyte med Hildesheims universitet. 1996 och 1997 var Nord gästprofessor vid Institut für Übersetzer- und Dolmetscherausbildung, institutet för översättar- och tolkutbildning, vid Innsbrucks universitet.
Mellan 1996 och 2005 innehade Nord en professorstjänst i tillämpad lingvistik och facköversättning (spanska) vid Magdeburg-Stendals högskola. Hon var även ansvarig för avdelningen för spanska. 
Från 1998 till 2000 var hon också prorektor för forskning och undervisning. Därutöver accepterade Nord under denna tidsperiod ett stort antal olika lektorat via DAAD (Deutscher Akademischer Austauschdienst), till exempel i Asien (Indien, Indonesien, Jordanien, Thailand etc.), Latinamerika (Argentina, Brasilien, Chile etc.), Sydafrika och Ryssland.  Höstterminen 2001 arbetade Nord som lärare vid Saarlands universitet i Saarbrücken. 2005 gick hon i pension från aktiv universitetstjänst.
Sedan 2007 har Nord varit gästprofessor vid diverse universitet, däribland Nankai University i Peking, Kina, och Nida School for Translation Studies i Italien. Sedan 2008 har Nord varit hedersprofessor vid Facultade de Filoloxía, fakultetet för filologi, vid universitetet i Vigo i Spanien. Från mars 2013 till januari 2014 var Nord lärare vid Zentrum für Translationswissenschaft, Centrum för översättningsvetenskap, vid Wiens universitetet i Österrike.

## Forskning
I sitt arbete har Nord undersökt några av översättningsprocessens grundläggande principer. Genom att tematisera dessa i sina publikationer har Nord därigenom bidragit till att främja översättningsvetenskapen. En av Nords mest kända modeller är den översättningsorienterade textanalysen, i vilken man studerar en text utifrån både textinterna och textexterna faktorer.

## Forskningsområden
- Översättningsvetenskap
- Översättningsdidaktik
- Översättningsfunktionalitet

### Monografier (urval)
- Fertigkeit Übersetzen: ein Kurs zum Übersetzenlehren und -lernen. BDÜ-Fachverl, Berlin 2010, ISBN 978-3-938430-32-3
- Textanalyse und Übersetzen: theoretische Grundlagen, Methode und didaktische Anwendung einer übersetzungsrelevanten Textanalyse. Groos, Tübingen 2009, ISBN 978-3-87276-868-1
- Kommunikativ handeln auf Spanisch und Deutsch: ein übersetzungsorientierter funktionaler Sprach- und Stilvergleich. Egert, Wilhelmsfeld 2003, ISBN 3-8252-1734-5
- Einführung in das funktionale Übersetzen: am Beispiel von Titeln und Überschriften. Tübingen/Basel 1993
- Textanalyse und Übersetzen: theoretische Grundlagen, Methode und didaktische Anwendung einer übersetzungsrelevanten Textanalyse. Groos, Heidelberg 1988, ISBN 3-87276-598-1
- Neueste Entwicklungen im spanischen Wortschatz. Schäuble, Rheinfelden 1983, ISBN 3-87718-738-2
- Lebendiges Spanisch: eine Einführung in Entwicklungstendenzen des heutigen spanischen Wortschatzes. Schäuble, Rheinfelden 1984, ISBN 3-87718-755-2
- Funktionsgerechtigkeit und Loyalität. Frank & Timme, Berlin
- Funktionsgerechtigkeit und Loyalität / Bd. 1. Theorie, Methode und Didaktik des funktionalen Übersetzens. Frank & Timme, Berlin 2011, ISBN 978-3-86596-330-7
- Funktionsgerechtigkeit und Loyalität / Bd. 2. Die Übersetzung literarischer und religiöser Texte aus funktionaler Sicht. Frank & Timme, Berlin 2011, ISBN 978-3-86596-331-4

### Artiklar (urval)
- "You can say you to me!" Organizing relationships in literary translation. In: Beverly Adab, Peter A. Schmitt, Gregory Shreve (Hrsg.): Discourses of Translation. Festschrift in Honour of Christina Schäffner (= Leipziger Studien zur angewandten Linguistik und Translatologie 12). Peter Lang, Frankfurt/M. 2012, S. 147–160.
- Funktionale Translationswissenschaft: Wohin geht der Weg? In: Baumann, Klaus-Dieter (ed.): Fach – Translat – Kultur. Interdisziplinäre Aspekte der vernetzten Vielfalt, Bd. 1. Berlin 2012: Frank & Timme, S. 510–535.
- Funktionsgerechtigkeit und Loyalität bei der Übersetzung biblischer Texte. In: Werner, Eberhard (ed.) Bibelübersetzung als Wissenschaft. Stuttgart 2012: Deutsche Bibelgesellschaft, S. 135–145.
- Traduciendo el vino: problemas y dificultades. In: Gloria Bazzocchi, Pilar Capanaga, Sara Piccioni (eds): Turismo ed enogastronomía tra Italia e Spagna. Linguaggi e territori da esplorare. Milano 2011: FrancoAngeli.
- Spielball der Mächte. Nestor Ponces El intérprete. In: Kaindl, Klaus; Kurz, Ingrid (Hrsg.): Machtlos, selbstlos, meinungslos? Interdisziplinäre Analysen von ÜbersetzerInnen und DolmetscherInnen in belletristischen Werken. Wien 2010: Lit Verlag, S. 181–190.
- Making the text and its readers meet: Where translation theory provides help in the translation of sacred texts. In: Almutarjim Translation Research Group (ed): Sacred Text Translation. Proceedings of the First International Conference March 2007, Marrakech 2009: University Cadi Ayyad, S. 151–164
- Beziehungskisten. Was die phatische Funktion mit der Translationsqualität zu tun hat. In: Peter A. Schmitt + Heike E. Jüngst (eds.): Translationsqualität. Frankfurt/M. 2007: Peter Lang 2007, S. 456–464.